# Ridgeway (Missouri)
Ridgeway – miasto w Stanach Zjednoczonych, w stanie Missouri, w hrabstwie Harrison.